# Nelli Ayukhanová
Nelli Ayukhanová (selbst gewählte Schreibweise, korrekte Transkription des Nachnamens: Ajuchanowa; * 1961 oder 1962; † 5. Januar 2007 in Köln; eigentlich Ninel Ajuchanowa) war eine russische Regisseurin.
Nelli Ayukhanová studierte von 1979 bis 1984 an der Kunsthochschule der Stadt Ufa mit dem Abschluss Diplom-Regisseurin im Schwerpunktfach Schauspielregie.
Sie arbeitete von 1984 bis 1991 am staatlichen Puppentheater Ufa und inszenierte zusätzlich an der Studiobühne der dortigen Hochschule, zum Beispiel Anton Tschechows Kirschgarten und William Shakespeares Was ihr wollt. Für den Fernsehsender "Baschkortosan" realisierte sie die Sendung "Gute Nacht, Kinder!".
Nach ihrer Übersiedlung nach Deutschland (Köln) widmete sie sich der Erziehung ihrer Tochter und arbeitete als Kulturmanagerin für Bildende Kunst. Später drehte sie als Co-Autorin und Regisseurin den Kurzfilm "Typisch Kölsch" in den MMC-Studios.
Ihre Wurzeln als Kinder- und Jugendtheaterregisseurin veranlassten Ayukhanová dazu, den Kontakt mit der professionellen Kölner Kinder- und Jugendtheaterszene zu suchen. Bereits im Jahr ihrer Kölner Erstinszenierung wurde sie mit dem Theaterpreis ausgezeichnet.
Nelli Ayukhanová war nicht nur wegen ihrer herausragenden Kindertheaterarbeit geachtet, sondern wegen ihrer persönlichen Ausstrahlung und Warmherzigkeit eine in der Kölner Theaterlandschaft allseits hochgeschätzte Kollegin.
Die gebürtige Russin verstarb 2007 im Alter von 45 Jahren.

## Regiearbeiten für Kinder
(Auswahl)
- 2002 „Kugel und Schachtel“. (Für Kinder ab drei Jahren)
- 2002 „Heinrich der Fünfte“. (Für Kinder und Jugendliche ab 10 Jahren)
- 2004 "Löwe sein ist wunderbar" (Für Kinder ab 4 Jahren)
- 2005 "Kleine Engel" (Für Kinder und Jugendliche ab 10 Jahren)
- 2006 "Tortuga – Piratengeschichten und Seemannsgarn" (Für Kinder und Jugendliche ab 8 Jahren)
- 2006 "Die Stoffmarie" (Für Kinder ab 3 Jahren)

### Theaterpreis
Ausgezeichnet mit dem
Kölner Kinder- und Jugendtheaterpreis
für ihre Inszenierungen
- „Kugel und Schachtel“. (Für Kinder ab drei Jahren) 2002
- „Heinrich der Fünfte“. (Für Kinder und Jugendliche ab 10 Jahren) 2002

Nominierungen für den
Kölner Kinder- und Jugendtheaterpreis
- 2005 "Kleine Engel" Ein Traumspiel (Für Kinder und Jugendliche ab 10 Jahren)
- 2006 "Tortuga – Piratengeschichten und Seemannsgarn" (Für Kinder und Jugendliche ab 8 Jahren)